# Rudolf Spielmann
Rudolf Spielmann (Viena, 5 de maig de 1883 - Estocolm, 20 d'agost de 1942), fou un jugador i escriptor d'escacs jueu, nascut en territori del llavors Imperi Austrohongarès i posteriorment ciutadà austríac, considerat un dels millors exponents tardans de l'Escola Romàntica d'escacs.
|  |

## Biografia
Spielmann va estudiar dret, tot i que mai no va arribar a exercir d'advocat. En la seva condició de jueu austríac, el 1939 va haver de fugir d'Àustria a conseqüència de l'anschluss, i va anar a viure a Suècia, considerat país neutral, on hi va morir en la més absoluta pobresa, durant la II Guerra Mundial.
En el món dels escacs, fou conegut com "El mestre de l'atac" i com "El darrer cavaller del gambit de rei". El seu estil de joc era diabòlic, ple de sacrificis, jugades brillants, i belles idees. Un exemple de la seva actitud davant el joc fou, per exemple, el Torneig d'escacs de Carlsbad de 1923, on no va fer ni unes taules (amb cinc victòries i dotze derrotes), i va empatar als llocs 17è-18è amb Oscar Chajes (el campió fou Aleksandr Alekhin).
Va ser autor del llibre clàssic L'art del sacrifici en escacs.

## Resultats destacats en competició
A despit del fet que va ser contemporani de grans jugadors com Alekhin, José Raúl Capablanca, Emanuel Lasker, Tarrasch, Rubinstein, Nimzowitsch, o Tartakower, Spielmann va aconseguir grans resultats en torneigs. En va guanyar 33 dels aproximadament 120 en què va participar, inclosos Bad Pistyan 1912; l'XIè Campionat Nòrdic celebrat a Estocolm el 1919; Bad Pistyan 1922; Semmering 1926, Viena 1926 (10è Memorial Trebitsch), o el Campionat d'escacs d'Alemanya (25è DSB Congress) de 1927 a Magdeburg.
A banda, va aconseguir d'altres grans resultats com ara el quart lloc al Torneig d'escacs d'Hamburg de 1910 (17è DSB Congress, el campió fou Carl Schlechter), un novè lloc al fortíssim Torneig de Sant Sebastià 1911 (el campió fou Capablanca), el segon-tercer lloc a Sant Sebastià 1912, empatat amb Aaron Nimzowitsch, i rere Akiba Rubinstein, o un empat als llocs 2n-3r al fort Torneig de Carlsbad de 1929 (el campió fou Aron Nimzowitsch). Fou novè al torneig de Bled de 1931, (el campió fou un estel·lar Aleksandr Alekhin).
Spielmann fou un dels pocs jugadors que aconseguí empatar en els resultats particulars contra Capablanca (+2 =8 -2), essent també un dels poquíssims jugadors que el van guanyar més d'un cop. Ambdues victòries varen ser poc després que Alekhin destronés Capablanca com a Campió del Món el 1927: a Bad Kissingen 1928 i a Karlsbad 1929.

Una d'aquestes victòries: Capablanca-Spielmann, Bad Kissingen 1928: 
1.d4 d5 2.c4 c6 3.Cc3 Cf6 4.Cf3 dxc4 5.e3 b5 6.a4 b4 7.Ca2 e6 8.Axc4 Ae7 9.O-O O-O 10.b3 c5 11.Ab2 Ab7 12.Cc1 Cc6 13.dxc5 Ca5 14.Ce5 Cxc4 15.Cxc4 Axc5 16.Cd3 Dd5 17.Cf4 Dg5 18.Axf6 Dxf6 19.Tc1 Tfd8 20.Dh5 Tac8 21.Tfd1 g6 22.Txd8+ Dxd8 23.De5 Ae7 24.h3 Tc5 25.Da1 Af6 26.Td1 Td5 27.Txd5 exd5 28.Ce5 Dd6 29.Cfd3 Aa6 30.De1 Axe5 31.Cxe5 Dxe5 32.Dxb4 Ad3 33.Dc5 Db8 34.b4 Db7 35.b5 h5 36.Dc3 Ac4 37.e4 De7 38.exd5 Axd5 39.a5 De4 0-1 
Va guanyar matxs individuals contra Aron Nimzowitsch el 1908, Richard Réti el 1910 i 1921, Savielly Tartakower el 1910 i 1921, Gideon Ståhlberg el 1930, Iefim Bogoliúbov el 1932, i Vladimirs Petrovs el 1934.